# Elías Fernández Albano
Elías Fernández Albano (1845 – Santiago del Cile, 6 settembre 1910) è stato un avvocato e politico cileno.
Fu vicepresidente del Cile per un breve periodo dal 16 agosto al 6 settembre 1910.
Deputato nazionale, Fernández Albano fu due volte ministro dell'Industria, dei Lavori Pubblici e delle Ferrovie con il presidente Jorge Montt (tra il 1894 e il 1896), ministro della Guerra e della Marina (1896-1897), delle Finanze (1897) e dell'Interno (1899-1900) con il presidente Federico Errázuriz Echaurren, ancora ministro dell'Interno con il presidente Germán Riesco (1902-1903).
Nel 1910 il presidente Pedro Montt, gravemente ammalato e sul punto di partire per la Germania per cercare di curarsi, fu convinto a nominare nuovamente Fernández ministro dell'Interno, dicastero che comportava il ruolo di vicepresidente in assenza del presidente eletto. Montt morì in Germania il 16 agosto 1910, ma Fernández si ammalò durante il suo funerale, e morì dopo nemmeno un mese di governo (6 settembre 1910).
A quel punto, per non lasciare il paese senza una guida a due settimane dal centenario dell'Indipendenza, si affidò il potere a Emiliano Figueroa Larraín e si indissero elezioni presidenziali anticipate.